# Кловис (Калифорния)
Кловис (англ. Clovis) — город, расположенный в округе Фресно, штат Калифорния, США. Население на 2020 год — 120 124 человек.

## География
По данным Бюро переписи населения США, город имеет общую площадь 60,29 км². В городе нет территорий, занятых водными ресурсами.
Кловис расположен на полпути между Лос-Анджелесом и Сан-Франциско в плодородной и плотно заселённой долине Сан-Хоакин. Город находится на северо-востоке округа Фресно. Так как Кловис располагается в зоне сейсмической активности, он подвержен угрозе наводнений.

## Демография
| Год переписи                               | Нас.   |  | %±     |
| ------------------------------------------ | ------ |  | ------ |
| 1920                                       | 1157   |  | —      |
| 1930                                       | 1316   |  | 13,7%  |
| 1940                                       | 1626   |  | 23,6%  |
| 1950                                       | 2766   |  | 70,1%  |
| 1960                                       | 5546   |  | 100,5% |
| 1970                                       | 13856  |  | 149,8% |
| 1980                                       | 33021  |  | 138,3% |
| 1990                                       | 50323  |  | 52,4%  |
| 2000                                       | 68468  |  | 36,1%  |
| 2010                                       | 95631  |  | 39,7%  |
| 2020                                       | 120124 |  | 25,6%  |
| 1920–2020 Источники: 1920—1970, 1980—1990. |        |  |        |

По результатам переписи населения США 2010 года, в Кловисе проживало 95 631 человек, плотность населения — 1586 чел/км². Расовый состав: белые — 70,9 %, 25,6 % — латиноамериканцы или испаноязычные, 10,7 % — азиаты, 2,7 % — афроамериканцы, 1,4 % — коренные американцы, 0,2 % — выходцы с островов Тихого океана, 9,3 % — представители других рас, 4,8 % — представители двух и более рас. По результатам переписи населения США 2020 года, количество жителей города увеличилось до 120 124 человек. Динамика прироста за 10 лет показала худшее значение, начиная с 1940 года.